# Cory Henry
Cory Henry, né le 27 février 1987 dans l'arrondissement de Brooklyn, à New York, est un organiste, pianiste, chanteur et réalisateur artistique américain.

## Biographie

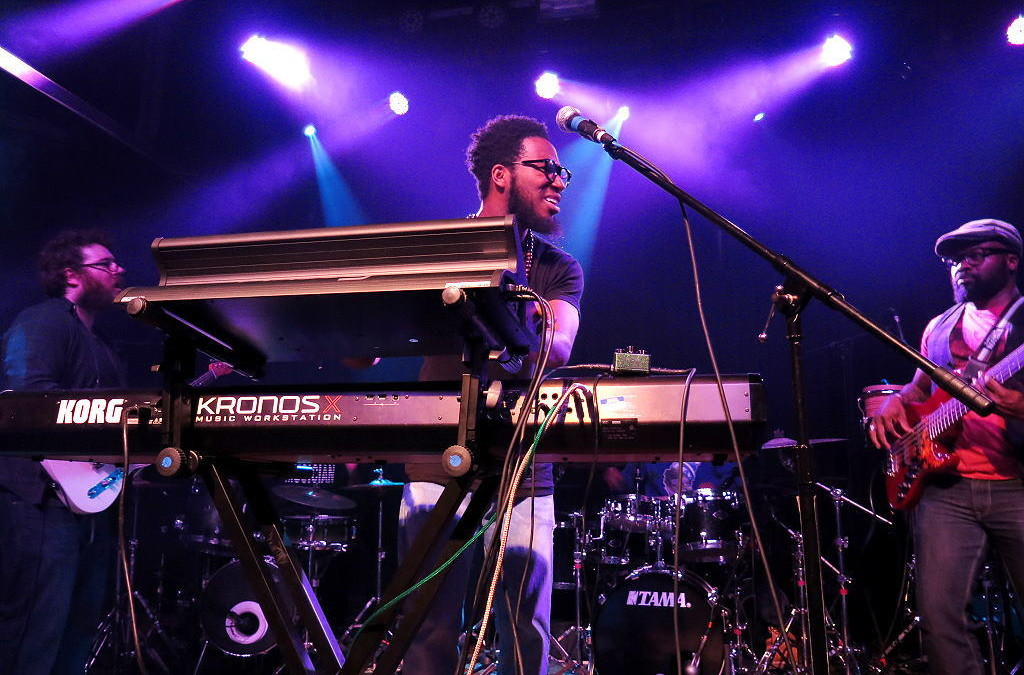
Cory Henry (au centre) en concert à Atlanta en janvier 2015.

Débutant à l'orgue Hammond et au piano dès l'âge de 2 ans, Cory Henry débute sur scène à l'âge de 6 ans en devenant finaliste du concours amateur de l'Apollo Theater d'Harlem. Peu après ses vingt ans, il devient sideman, notamment pour Kenny Garrett, le groupe de hip-hop américain The Roots ou encore Bruce Springsteen.
Depuis 2012, il est membre du groupe Snarky Puppy, collectif jazz-funk basé à Brooklyn avec lequel il remporte le Grammy Award 2014 de la meilleure prestation R&B et celui du meilleur album instrumental contemporain en 2015.
Son cinquième enregistrement The Revival, enregistré lors d'un concert new-yorkais en septembre 2014, sort en 2016 chez Decca Records. Cory Henry est seulement accompagné d'un batteur sur ce disque mêlant gospels et reprises de classiques pop et jazz.
En mars 2017, il accompagne en tournée le groupe ManDoki Soulmates le temps de 3 dates européennes à Paris, Londres et Berlin.
Le 13 juillet 2018, il sort l'EP Art of Love avec son groupe The Funk Apostles. L'enregistrement en live des chansons de cet album le 24 septembre 2018 au Resident DTLA donne lieu à la sortie de Art of Love (Live in LA) le 28 août 2020.
Le 30 octobre 2020, il sort l'album studio Something to Say dont 4 titres ont été enregistrés avec son groupe The Funk Apostles.
Son troisième album solo paraît en 2021, Best of me, influencé par ses « héros musicaux », Stevie Wonder, Marvin Gaye, Donny Hathaway, P-Funk et James Brown.
En 2022 sort l'album studio Operation Funk, suivi d'une version live. L'album studio est nommé aux Grammy awards 2023 dans la catégorie R&B progressif.

## Discographie
- 2010 : Christmas With You[1]
- 2011 : Leave You Alone[1]
- 2012 : Gotcha Now Doc[1]

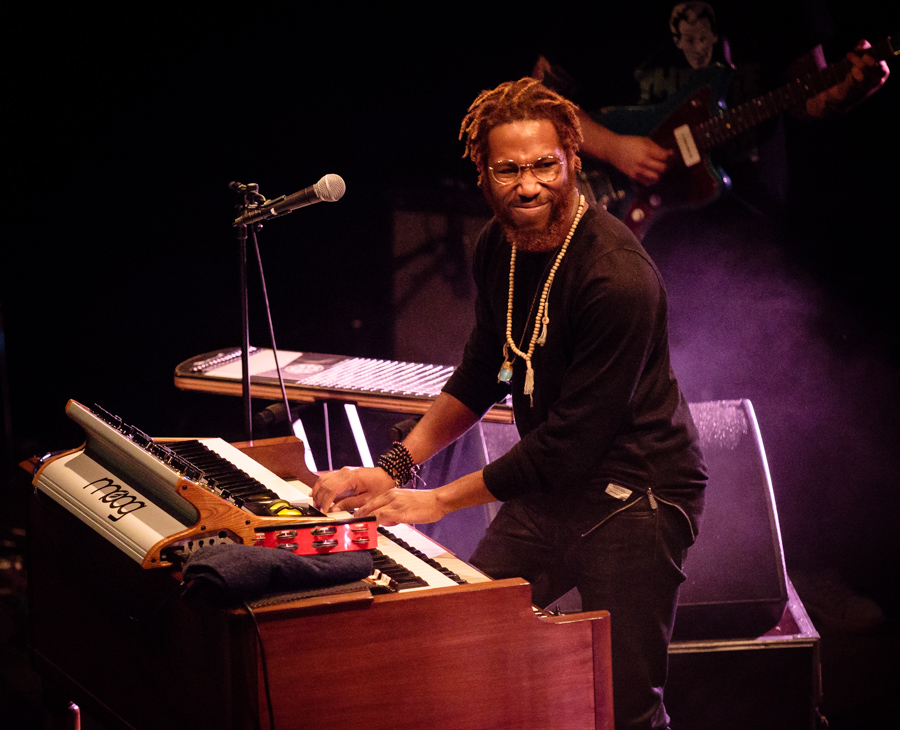
Cory Henry en concert à Soria Moria en octobre 2017.

- 2014 : First Steps, Wild Willis Jones[9]
- 2016 : The Revival, Decca Records[2]
- 2018 : Art of Love[4]
- 2020 : Art of Love (Live in LA), Henry House Entertainment / Culture Collective Records[5]
- 2020 : Something to Say, Henry House Entertainment / Culture Collective Records[6]
- 2020 : Christmas with you, Henry House Entertainment / Culture Collective Records [10]
- 2021 : Best of Me, Henry House Entertainment / Culture Collective Records[11]
- 2022 : Operation Funk, Henry House Entertainment / Culture Collective Records.